# سارة هيلدرث باتلر
سارة هيلدرث باتلر (بالإنجليزية: Sarah Hildreth Butler)‏ هي ممثلة أمريكية، ولدت في 17 أغسطس 1816 في دراكوت في الولايات المتحدة، وتوفيت في 8 أبريل 1876.